# Gotto Mantovano
Gotto Mantovano (XIV secolo – XIV secolo) è stato un poeta italiano.
Poco si conosce di questo cantore vissuto a Mantova nel Trecento al tempo dei Bonacolsi e nulla ci è pervenuto delle sue opere.
Dante lo ricorda così:
(Dante Alighieri, De vulgari eloquentia)
Lo storico della letteratura italiana Girolamo Tiraboschi azzarda l'ipotesi che si tratti di Sordello da Goito, derivando il nome di "Gotto" da una storpiatura di "Goito".